# 卡薩博區
1°53′S 30°08′E / 1.883°S 30.133°E
卡薩博區（Gasabo District），為盧旺達基加利市的一個行政區，行政中心位於恩德拉。面積430.3平方公里，2012年人口529,561，人口密度每平方公里1,230.7人。